# Börsen, Köpenhamn

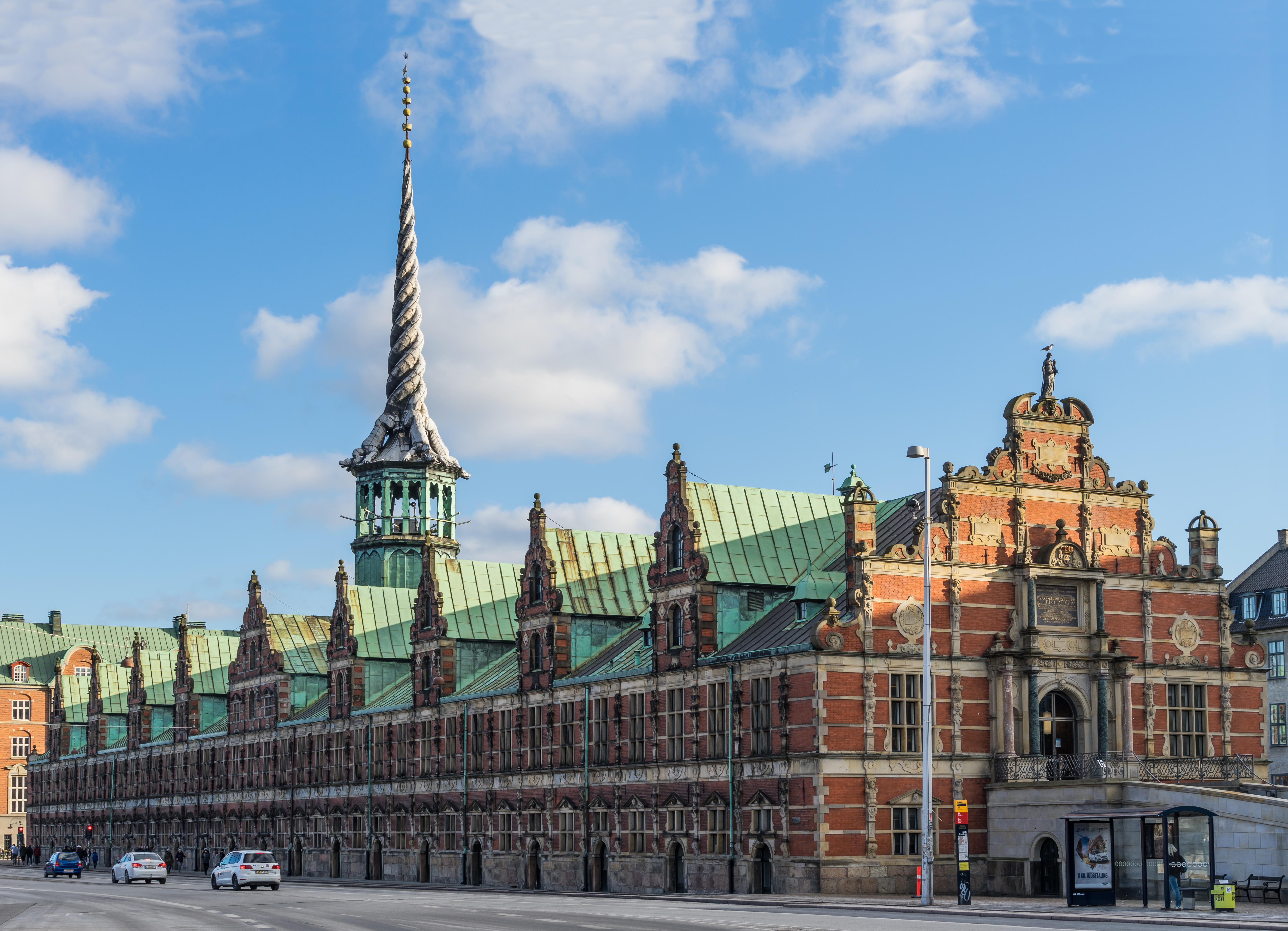
Börsen i Köpenhamn.

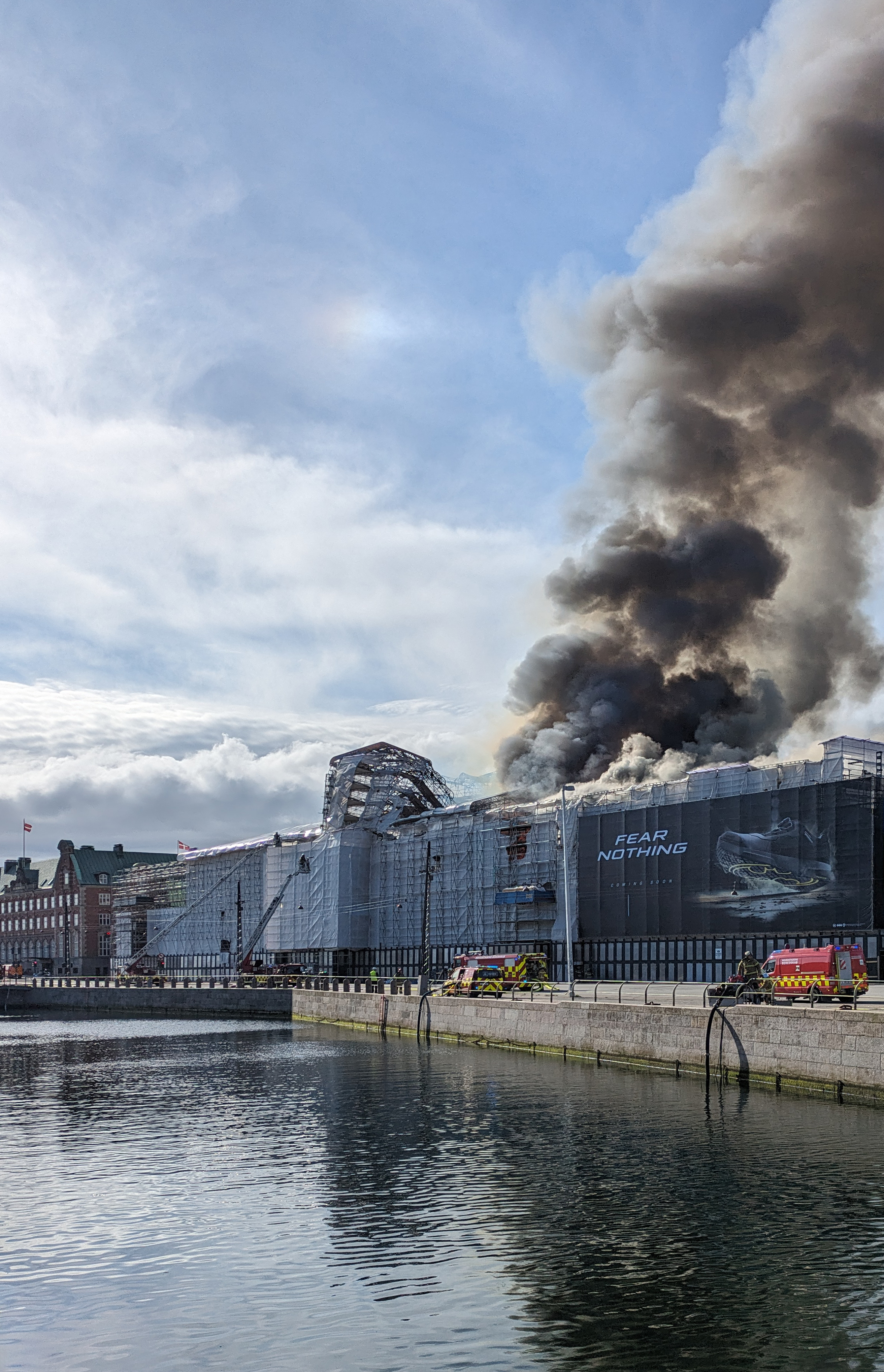
Branden 16 april 2024.

Börsen (danska: Børsen) på Slotsholmen i Köpenhamn byggdes 1620–1624 på uppdrag av Kristian IV. Den östra gaveln blev dock färdig först 1640. Byggnadens nuvarande utseende är från 1883. Det är en av Köpenhamns äldsta byggnader. 
Byggnaden ritades av arkitektbröderna Lorenz och Hans van Steenwinckel den yngre. Börsen har en karaktäristisk spira formad som fyra draksvansar som tvinnar sig runt varandra. Byggnaden, som har röda tegelmurar och sandstensornament, anses vara huvudmonumentet i 1600-talets dansk-holländska renässansarkitektur. Den 150 meter långa byggnaden var det första börshuset i Norden. På bottenvåningen finns en rad portar som från början användes av köpmän som handelsbodar och kontor.
I mitten av 1900-talet flyttade börsverksamheten ut ur huset och har sedan dess inhyst olika branschföreningar knutna till handel. Byggnaden ägs idag av Dansk Erhverv, danska handelskammaren.
År 1918 angrep anarkistiska arbetslösa Börsen i det som har fått namnet stormen på Børsen(en).

## Branden i Börsen
Den 16 april 2024 utbröt en stor brand i byggnaden. Larmet om branden inkom halv 8 på morgonen och vid 16-tiden ansågs branden vara under kontroll. Man kunde då konstatera att ungefär halva byggnaden hade angripits av branden, inklusive den karaktäristiska blyspiran som rasat ner. Exteriören på den halva som delvis förstördes ansågs kunna återställas, men dagen efter, vid 17-tiden, gav en av ytterväggarna vika och rasade.
En del av konstverken som fanns i Börsen räddades från den brinnande byggnaden, och har förts till Christiansborg.

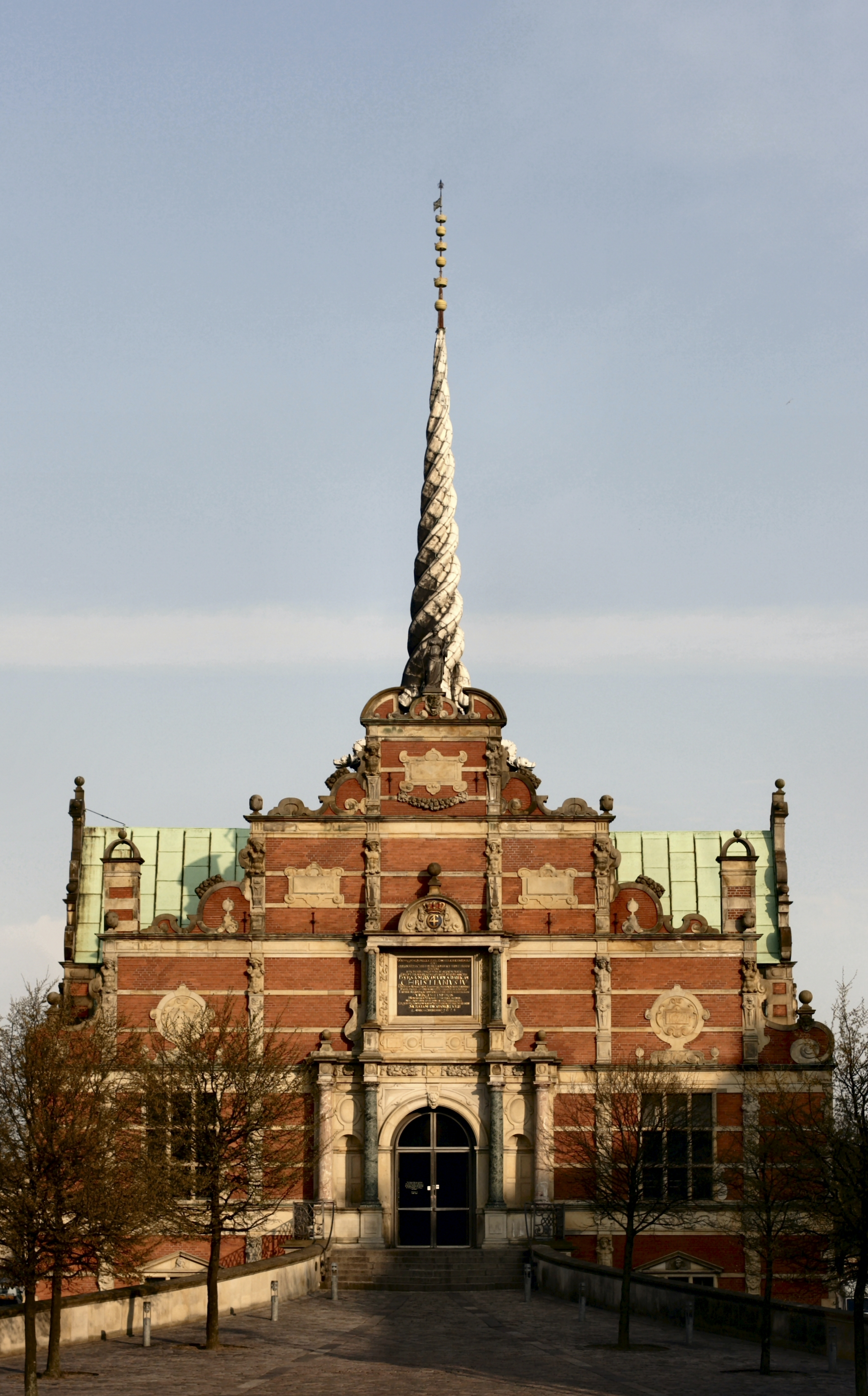
Ingången till Börsen.

## Efter branden
Børsen ägs av Dansk Erhverv,  Danmarks största arbetsgivarorganisation, som har   meddelat att byggnaden skall byggas upp igen. Man räknar med att 40 procent av teglet kan återanvändas. De skulpturer som satt på utsidan av Børsen har räddats och kommer att renoveras.
Den 26 september 2024 startade kung Frederik X officiellt återuppbyggnaden genom att placera en grundsten och en förseglad behållare med tidstypiska föremål i ett hörn av byggnadens sockel.